# Jöns Boström
Johan (Jöns) Boström, född 12 oktober 1793 i Trolleholms Mölla, Trolleholm, Torrlösa socken, Malmöhus län, död 22 april 1849 i Lund, var en svensk grafiker och akademiritmästare. 
Han var son till kusken och mjölnaren Pål Boström och Maja Danielsdotter. Boström blev student vid Lunds universitet 1810 och inledde därefter sina konststudier för Anders Arfwidsson han fortsatte därefter vid den danska konstakademien i Köpenhamn 1816-1818 och vid Konstakademien i Stockholm 1819-1823 samt privat för Christian Forssell 1821-1824. Han anställdes därefter som akademiritmästare vid Lunds universitet men kom inte att få någon större betydelse för utvecklingen av Lundakonsten. Hans konst består av teckningar i svartkrita, oljemålningar med religiösa motiv, kopparstick och litografier. Till Sven Nilssons bokverk Skandinaviska Nordens ur-in-vånare litograferade han de flesta planscherna.